# Mundochthonius pacificus
Espèce
Synonymes
- Roncus pacificus Banks, 1893

Mundochthonius pacificus est une espèce de pseudoscorpions de la famille des Chthoniidae.

## Distribution
Cette espèce est endémique des États-Unis. Elle se rencontre en Californie, en Oregon, au Washington et en Idaho.

## Description
L'holotype mesure 1,6 mm.

## Publication originale
- Banks, 1893 : New Chernetidae from the United States. Canadian Entomologist, vol. 25, p. 64-67 (texte intégral).